# 安平県
安平県（あんへい-けん）は中華人民共和国河北省衡水市に位置する県。

## 地理
安平県は東は饒陽県、西は深沢県、南は深州市及び辛集市、北は安国市及び博野県に接する。

## 歴史
戦国時代の趙が設置された安平邑を前身とする。前漢が成立すると涿郡の下に安平県が設置された。新朝が成立すると広望亭と改称されたが後漢になると再び安平県とされた。
1958年に廃止となり深県に編入されたが、1961年に再設置され現在に至る。

## 行政区画
- 鎮:安平鎮、馬店鎮、南王荘鎮、大子文鎮、東黄城鎮
- 郷:大何荘郷、程油子郷、西両窪郷

## 経済
安平県は絹織業を中心とした軽工業が発展している。